# Lucyna Tych
Lucyna Tych (lub Lucyna Tychowa), z domu Berman (ur. 14 grudnia 1929 lub 15 stycznia 1930 w Warszawie, zm. 7 marca 2019 tamże) – polska historyczka, reżyserka teatralna i telewizyjna.

## Życiorys
Córka Jakuba Bermana i Gustawy z domu Grynberg (1900–1978). Dzieciństwo spędziła w Warszawie. Po wybuchu II wojny światowej wraz z rodzicami znalazła się w Związku Radzieckim. Po zakończeniu wojny wróciła do Polski, gdzie w latach 1945–1947 uczęszczała do Gimnazjum im. Tadeusza Reytana w Warszawie, w którym uzyskała maturę. W 1947 rozpoczęła studia historyczne na Uniwersytecie Warszawskim. Pracę magisterską napisaną pod kierunkiem Witolda Kuli obroniła w 1952. Następnie studiowała estetykę w Instytucie Kształcenia Kadr Naukowych (doktoratu poświęconego Zofii Nałkowskiej nie ukończyła). W 1963 ukończyła Państwową Wyższą Szkołę Teatralną z dyplomem reżysera.
Pracowała jako reżyserka teatralna i telewizyjna w Teatrze Młodej Warszawy, Teatrze Telewizji Polskiej oraz w Teatrze im. Stefana Żeromskiego w Kielcach, Teatrze im. Adama Mickiewicza w Częstochowie, Teatrze im. Juliusza Osterwy w Lublinie i Teatrze im. Juliusza Osterwy w Gorzowie Wielkopolskim. W 1968 na fali kampanii antysemickiej została usunięta z pracy. W sezonie 1971/1972 pracowała w Teatrze Śląskim w Katowicach. Następnie pracowała w Teatrze Nowym w Warszawie (do 1982 – była tam kierownikiem literackim).
Jej mężem był Feliks Tych (1929–2015), historyk, w latach 1995–2006 dyrektor Żydowskiego Instytutu Historycznego. Ich synem jest Włodzimierz (Wlodek) Tych, pracownik naukowy Lancaster University.
Pochowana 19 marca 2019 na cmentarzu żydowskim przy ulicy Okopowej w Warszawie.

## Publikacje
- Śmiało podnieśmy sztandar nasz w górę: wiersze i pieśni rewolucyjne, wyboru dokonali Lucyna Tych, Ryszard Koniczek, Warszawa: Iskry 1958 (redakcja).
- Nasza walka trwa nie od dziś: montaż sceniczny na dwudziestą rocznicę powstania Polskiej Partii Robotniczej, oprac. Lucyna Tychowa, Warszawa: Iskry 1962.
- 50-lecie Wielkiego Października: materiały repertuarowe w wyborze Leona Pasternaka propozycje programowe Olga Koszutska, Maria Tychowa, Warszawa: Wydawnictwo Związkowe Centralnej Rady Związków Zawodowych 1967 [błędne imię].
- Tak, jestem córką Jakuba Bermana, Kraków: Universitas 2016, ISBN 978-83-242-3013-6 (współautor Andrzej Romanowski).